# Laena habashanica
Laena habashanica – gatunek chrząszcza z rodziny czarnuchowatych i podrodziny omiękowatych.
Gatunek ten został opisany w 2001 roku przez Wolfganga Schawallera. Miejscem typowym jest południowo-wschodni stok Haba Shan.
Chrząszcz o ciele długości od 6,2 do 7,5 mm. Przedplecze ma matowe, na przedniej krawędzi wyraźnie szersze niż na tylnej, o brzegach bocznych nieobrzeżonych, brzegu tylnym nieobrzeżonym i zagiętym w dół; jego powierzchnia szagrynowana, z trzema wgłębieniami (poza wgłębieniami lekko wypukła) i pokryta grubymi, w większości opatrzonymi krótkimi szczecinkami punktami oddalonymi od siebie o 0,5–2 średnice. Na matowych pokrywach brak rowków, tylko ułożone w rzędy punkty, zbliżone wielkością do tych na przedpleczu i w większości pozbawione wyraźnych szczecinek. Na międzyrzędach punkty tak grube jak rzędach, opatrzone bardzo krótkimi szczecinkami, ustawione w nieregularny rządki. Siódmy międzyrząd u kilowato wyniesiony na całej długości. Odnóża obu płci o bezzębych udach. Samiec ma trójkątne apicale edeagusa.
Owad endemiczny dla Chin, znany tylko z Junnanu.